# Советский район (Крым)
Сове́тский райо́н (укр. Совєтський район, крымскотат. Советский районы; до 1944 года — Ичкинский район; крымскотат. Ички районы, İçki rayonı) — административно-территориальная единица (район) и одноимённое муниципальное образование (муниципальный район) в Республике Крым Российской Федерации (согласно позиции России, фактически контролирующей Крым). Упразднённый район Автономной Республики Крым Украины (согласно позиции Украины).
Довольно небольшой как по площади, так и по населению. Расположен в Присивашье на востоке Крыма.
Административный центр района — пгт Советский.

## История
Район образован в 1935 году как Ичкинский. В сентябре-октябре 1941 на базе советского партийного и хозяйственного актива района был сформирован Ичкинский партизанский отряд 2-го партизанского района (Карасу-Базарские леса) под командованием М. И. Чуба, директора Окреченского сельскохозяйственного техникума. Отряд дал первый крупный бой с противником у Нижнего Кок-Асана 3 ноября 1941 и прославился другими подвигами.
В декабре 1944 года после депортации крымских народов Ичкинский район был переименован в Советский район. В 1962 году, в порядке укрупнения сельских районов, ликвидирован как административно-территориальная единица и присоединен к Нижнегорскому району. 8 декабря 1966 года вновь восстановлен. После аннексии Крыма Россией в 2014 году «шефство» над районом взяла на себя Липецкая область.
12 мая 2016 года парламент Украины, не признающий присоединение Крыма к Российской Федерации, принял постановление о возвращении району прежнего названия — Ичкинский район, а 17 июля 2020 года — о новой сети районов в стране, которым предполагается объединить территории Кировского (Ислямтерекского) и Советского районов с Феодосийским и Судакским горсоветами в новообразованный Феодосийский район, однако эти решения не вступали в силу до «возвращения Крыма под общую юрисдикцию Украины». 9 сентября 2023 года, несмотря на отсутствие контроля над полуостровом, вступили в силу поправки, которые ввели в действие данное постановление в отношении Крыма.

## Население
| 1939    | 1959    | 1970    | 1979    | 1989    | 2001    | 2009    | 2010    | 2011    |
| ------- | ------- | ------- | ------- | ------- | ------- | ------- | ------- | ------- |
| 20 748  | ↘19 336 | ↗28 317 | ↗32 246 | ↗35 306 | ↗37 090 | ↘34 257 | ↗34 295 | ↘34 241 |
| 2012    | 2013    | 2014    | 2015    | 2016    | 2017    | 2018    | 2019    | 2020    |
| ↘34 230 | ↗34 277 | ↘31 898 | ↗32 003 | ↘31 997 | ↘31 693 | ↘31 545 | ↘31 412 | ↘31 284 |
| 2021    |         |         |         |         |         |         |         |         |
| ↘30 924 |         |         |         |         |         |         |         |         |

По итогам переписи населения в Крымском федеральном округе по состоянию на 14 октября 2014 года численность постоянного населения района составила 31898 человек (100,0 % из которых — сельское).
По состоянию на 1 января 2014 года численность населения района составила 34848 постоянных жителей и 34370 человек наличного населения, на 1 июля 2014 года — 34832 постоянных жителя (в том числе 10085 городских (29,0 %) и 24747 сельских) и 34354 человека наличного населения.

### Национальный состав
По данным переписей населения 2001 и 2014 годов:
| национальность  | 2001, всего, чел. | % от все- го | 2014 всего, чел. | % от все- го | % от указав- ших |
| --------------- | ----------------- | ------------ | ---------------- | ------------ | ---------------- |
| указали         |                   |              | 31098            | 97,49 %      | 100,00 %         |
| русские         | 18234             | 48,53 %      | 16653            | 52,21 %      | 53,55 %          |
| крымские татары | 8344              | 22,21 %      | 8066             | 25,29 %      | 25,94 %          |
| украинцы        | 8287              | 22,05 %      | 4188             | 13,13 %      | 13,47 %          |
| татары          | 757               | 2,01 %       | 837              | 2,62 %       | 2,69 %           |
| белорусы        | 499               | 1,33 %       | 255              | 0,80 %       | 0,82 %           |
| цыгане          | 150               | 0,40 %       | 205              | 0,64 %       | 0,66 %           |
| турки           |                   |              | 159              | 0,50 %       | 0,51 %           |
| мордва          | 186               | 0,49 %       | 100              | 0,31 %       | 0,32 %           |
| корейцы         |                   |              | 100              | 0,31 %       | 0,32 %           |
| молдаване       |                   |              | 79               | 0,25 %       | 0,25 %           |
| армяне          |                   |              | 50               | 0,16 %       | 0,16 %           |
| узбеки          |                   |              | 50               | 0,16 %       | 0,16 %           |
| поляки          |                   |              | 35               | 0,11 %       | 0,11 %           |
| болгары         |                   |              | 30               | 0,09 %       | 0,10 %           |
| другие          | 1119              | 2,98 %       | 291              | 0,91 %       | 0,94 %           |
| не указали      |                   |              | 800              | 2,51 %       |                  |
| всего           | 37576             | 100,00 %     | 31898            | 100,00 %     |                  |

По данным переписи 1989 года в районе проживало 35773 человека. В национальном отношении было учтено:

## Административно-муниципальное устройство
Советский район как муниципальное образование со статусом муниципального района в составе Республики Крым РФ с 2014 года включает 12 муниципальных образований со статусом сельских поселений:
1. Дмитровское
2. Заветненское
3. Ильичёвское
4. Красногвардейское
5. Краснофлотское
6. Некрасовское
7. Прудовское
8. Пушкинское
9. Советское
10. Урожайновское
11. Чапаевское
12. Чернозёмненское

До 2014 года они составляли одноимённые местные советы: 1 поселковый совет и 11 сельских советов в рамках административного деления АР Крым в составе Украины (до 1991 года — Крымской области УССР в составе СССР).

### Населённые пункты
В состав Советского района входят 38 населённых пунктов, в том числе: 1 посёлок городского типа (Советский) и 37 сёл, при этом с 2014 года все посёлки городского типа (пгт) Республики Крым отнесены к сельским населённым пунктам:
| №  | Населённый пункт  | Тип  | Историческое название            | Население (чел.) | Местный совет до 2014 года       | Муниципальное образование с 2014 года |
| -- | ----------------- | ---- | -------------------------------- | ---------------- | -------------------------------- | ------------------------------------- |
| 1  | Советский         | пгт  | Ички                             | ↘9498            | Советский поселковый совет       | Советское сельское поселение          |
| 2  | Дмитровка         | село | Хейрус                           | ↘947             | Дмитровский сельский совет       | Дмитровское сельское поселение        |
| 3  | Ровенка           | село | Кырк Немецкий                    | ↘369             | Дмитровский сельский совет       | Дмитровское сельское поселение        |
| 4  | Заветное          | село | Савурчи                          | ↘1628            | Заветненский сельский совет      | Заветненское сельское поселение       |
| 5  | Пчельники         | село | Аранда                           | ↘528             | Заветненский сельский совет      | Заветненское сельское поселение       |
| 6  | Ильичёво          | село | Кыянлы                           | ↘938             | Ильичёвский сельский совет       | Ильичёвское сельское поселение        |
| 7  | Восточное         | село | Уч-Кую                           | ↘592             | Ильичёвский сельский совет       | Ильичёвское сельское поселение        |
| 8  | Георгиевка        | село |                                  | →0               | Ильичёвский сельский совет       | Ильичёвское сельское поселение        |
| 9  | Дятловка          | село | Карабай                          | ↘6               | Ильичёвский сельский совет       | Ильичёвское сельское поселение        |
| 10 | Надежда           | село | Шолтак                           | ↘466             | Ильичёвский сельский совет       | Ильичёвское сельское поселение        |
| 11 | Речное            | село | Карабай-Вальц и Карабай-Ивановка | ↘0               | Ильичёвский сельский совет       | Ильичёвское сельское поселение        |
| 12 | Шахтино           | село | Аккёбек                          | ↘463             | Ильичёвский сельский совет       | Ильичёвское сельское поселение        |
| 13 | Красногвардейское | село | Ней-Цюрихталь                    | ↘1441            | Красногвардейский сельский совет | Красногвардейское сельское поселение  |
| 14 | Лоховка           | село | Ман-Кермен Немецкий              | ↘419             | Красногвардейский сельский совет | Красногвардейское сельское поселение  |
| 15 | Лучевое           | село | Саргыл                           | ↘44              | Красногвардейский сельский совет | Красногвардейское сельское поселение  |
| 16 | Краснофлотское    | село | Кайнаш                           | ↘1143            | Краснофлотский сельский совет    | Краснофлотское сельское поселение     |
| 17 | Варваровка        | село | Кыр-Ички                         | ↗595             | Краснофлотский сельский совет    | Краснофлотское сельское поселение     |
| 18 | Лебединка         | село | Шейх-Манай                       | ↘64              | Краснофлотский сельский совет    | Краснофлотское сельское поселение     |
| 19 | Марково           | село | Шакул                            | ↘428             | Краснофлотский сельский совет    | Краснофлотское сельское поселение     |
| 20 | Некрасовка        | село | Кул-Чора                         | ↘1044            | Некрасовский сельский совет      | Некрасовское сельское поселение       |
| 21 | Октябрьское       | село | Джеппар-Юрт                      | ↘557             | Некрасовский сельский совет      | Некрасовское сельское поселение       |
| 22 | Пруды             | село | Аблеш                            | ↘1876            | Прудовский сельский совет        | Прудовское сельское поселение         |
| 23 | Привольное        | село |                                  | ↘467             | Прудовский сельский совет        | Прудовское сельское поселение         |
| 24 | Пушкино           | село | Эсеники                          | ↘1098            | Пушкинский сельский совет        | Пушкинское сельское поселение         |
| 25 | Маковка           | село | Конрат                           | ↘237             | Пушкинский сельский совет        | Пушкинское сельское поселение         |
| 26 | Урожайное         | село | Фернгейм                         | ↘1119            | Урожайновский сельский совет     | Урожайновское сельское поселение      |
| 27 | Присивашное       | село | Тузлы-Шейх-Эли                   | ↘269             | Урожайновский сельский совет     | Урожайновское сельское поселение      |
| 28 | Чапаевка          | село | Черкез-Тобай                     | ↘930             | Чапаевский сельский совет        | Чапаевское сельское поселение         |
| 29 | Коломенское       | село |                                  | ↘197             | Чапаевский сельский совет        | Чапаевское сельское поселение         |
| 30 | Николаевка        | село |                                  | ↘433             | Чапаевский сельский совет        | Чапаевское сельское поселение         |
| 31 | Новосёловка       | село | Антай                            | ↘14              | Чапаевский сельский совет        | Чапаевское сельское поселение         |
| 32 | Новый Мир         | село |                                  | ↘557             | Чапаевский сельский совет        | Чапаевское сельское поселение         |
| 33 | Хлебное           | село | Бейс-Лехем                       | ↘278             | Чапаевский сельский совет        | Чапаевское сельское поселение         |
| 34 | Чернозёмное       | село | Новый Керлеут                    | ↘801             | Чернозёмненский сельский совет   | Чернозёмненское сельское поселение    |
| 35 | Алмазное          | село | Старый Керлеут                   | ↘423             | Чернозёмненский сельский совет   | Чернозёмненское сельское поселение    |
| 36 | Демьяновка        | село | Азизкой                          | ↘116             | Чернозёмненский сельский совет   | Чернозёмненское сельское поселение    |
| 37 | Корнеевка         | село | Капчик                           | ↘79              | Чернозёмненский сельский совет   | Чернозёмненское сельское поселение    |
| 38 | Раздольное        | село |                                  | ↘1008            | Чернозёмненский сельский совет   | Чернозёмненское сельское поселение    |

Село Барсово (Борасановка) упразднено в 2012 году.

## Экономика
Приоритетная область народного хозяйства района сельскохозяйственное производство. Хозяйства многоотраслевые, с развитым садоводством и виноградарством. На базе реформированных коллективных хозяйств созданы: 8 производственных сельскохозяйственных кооператива, 5 — ООО, 1 — ЗАО. По состоянию на 1 января 2001 года в районе действовало 21 предприятие разных форм собственности, 90 фермерских хозяйств занимаются производством сельскохозяйственной продукции. В структуре культивированной площади наибольший удельный вес занимают зерновые, технические и кормовые культуры. Сельскохозяйственные предприятия обслуживают: ремонтно-транспортные предприятия, сельхозхимия, сельэнерго, инкубаторная станция и ряд других предприятий местного значения. Промышленные предприятия специализируются в области переработки сельскохозяйственного сырья: комбинат хлебопродуктов, маслобойный, винодельческие заводы, эфиромасличный завод. Действует также типография.

## Социальная сфера
В районе — 15 общеобразовательных школ, 2 внешкольных учреждения, техникум механизации и гидромелиорации сельского хозяйства, 2 ПТУ; районная больница, 22 фельдшерско-акушерских пункта, 8 амбулаторий, поликлиника; 23 клубных учреждения, 25 библиотек, музыкальная школа, 2 музея; гостиница.